# بطولة أوروبا لكرة الطائرة للرجال 1991
بطولة أوروبا لكرة الطائرة للرجال 1991 (بالألمانية: Volleyball-Europameisterschaft der Männer 1991)‏ هو الموسم 17 من  بطولة أمم أوروبا للكرة الطائرة للرجال. أشرف على تنظيمه الاتحاد الأوروبي للكرة الطائرة، وكان عدد الأندية المشاركة فيه  12.